# Batterie des Carrières
La batterie des Carrières est un ouvrage défensif faisant partie de la deuxième ceinture de Lyon, au nord-nord-ouest de la commune de Limonest à 588 mètre d'altitude, au nord du lieu-dit les Roches, à la cote 553, en bordure de l'actuelle route départementale 92 qui rejoint Poleymieux-au-Mont-d'Or, au voisinage des anciennes carrières.

## Histoire
Cette fortification, construite par l'entrepreneur Perreau en 1878 dans le cadre du système fortifié du général Séré de Rivières, fait partie de la deuxième ceinture de Lyon.
Elle avait pour mission de battre les angles morts des batteries du fort du Mont-Verdun et de remplir les missions de tir qu'il ne pouvait assurer.
La batterie a été déclassée en 1900, c'est-à-dire désarmée et affectée au stockage ou réservée au logement des troupes de passage.
Après la Seconde Guerre mondiale, des prisonniers allemands y ont été logés.
Acquise par la commune en 1983, elle est en cours de réhabilitation par l'association « Limonest Patrimoine ».

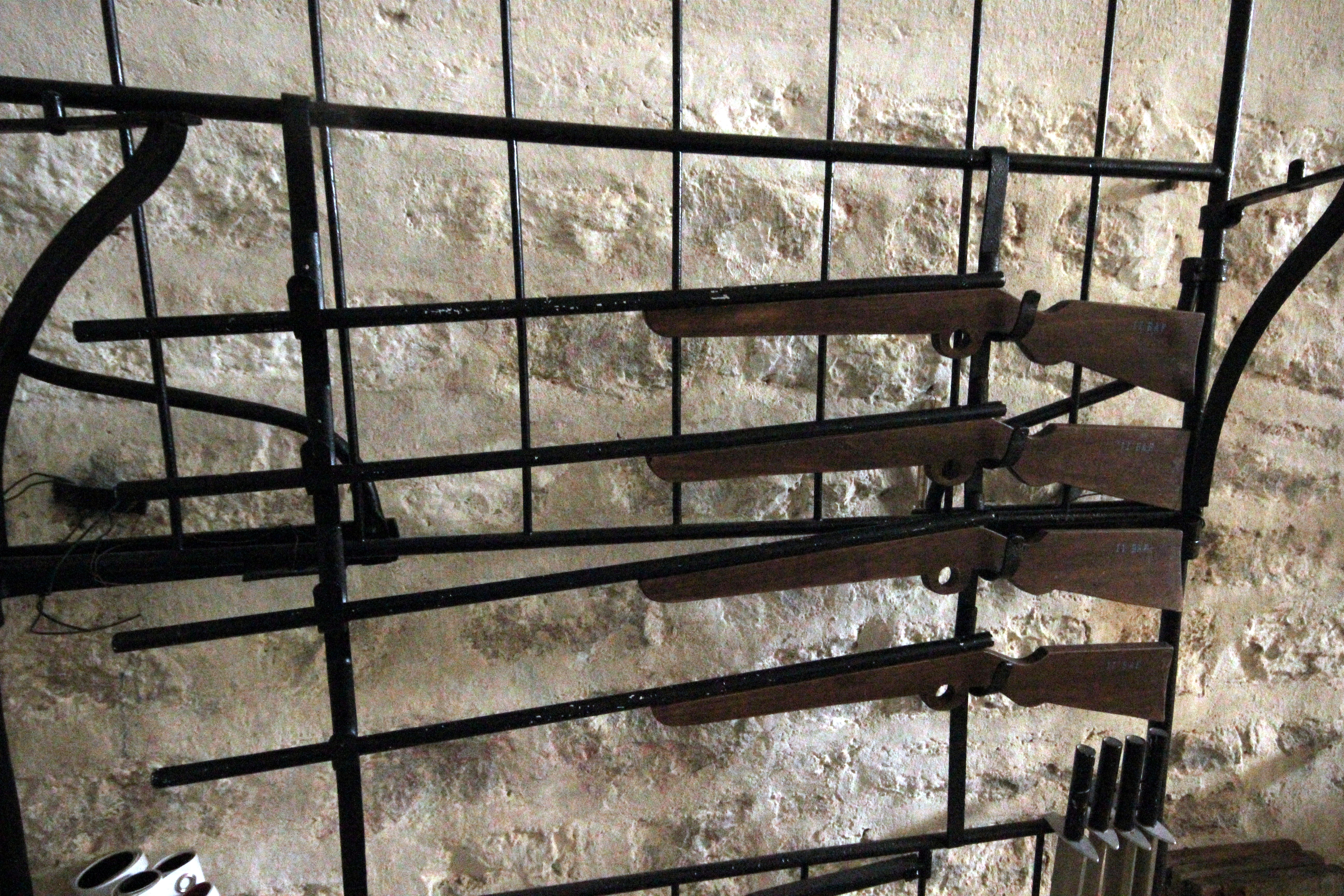
Détail d'un lit avec le râtelier et les fusils de la batterie des Carrières.

## Description

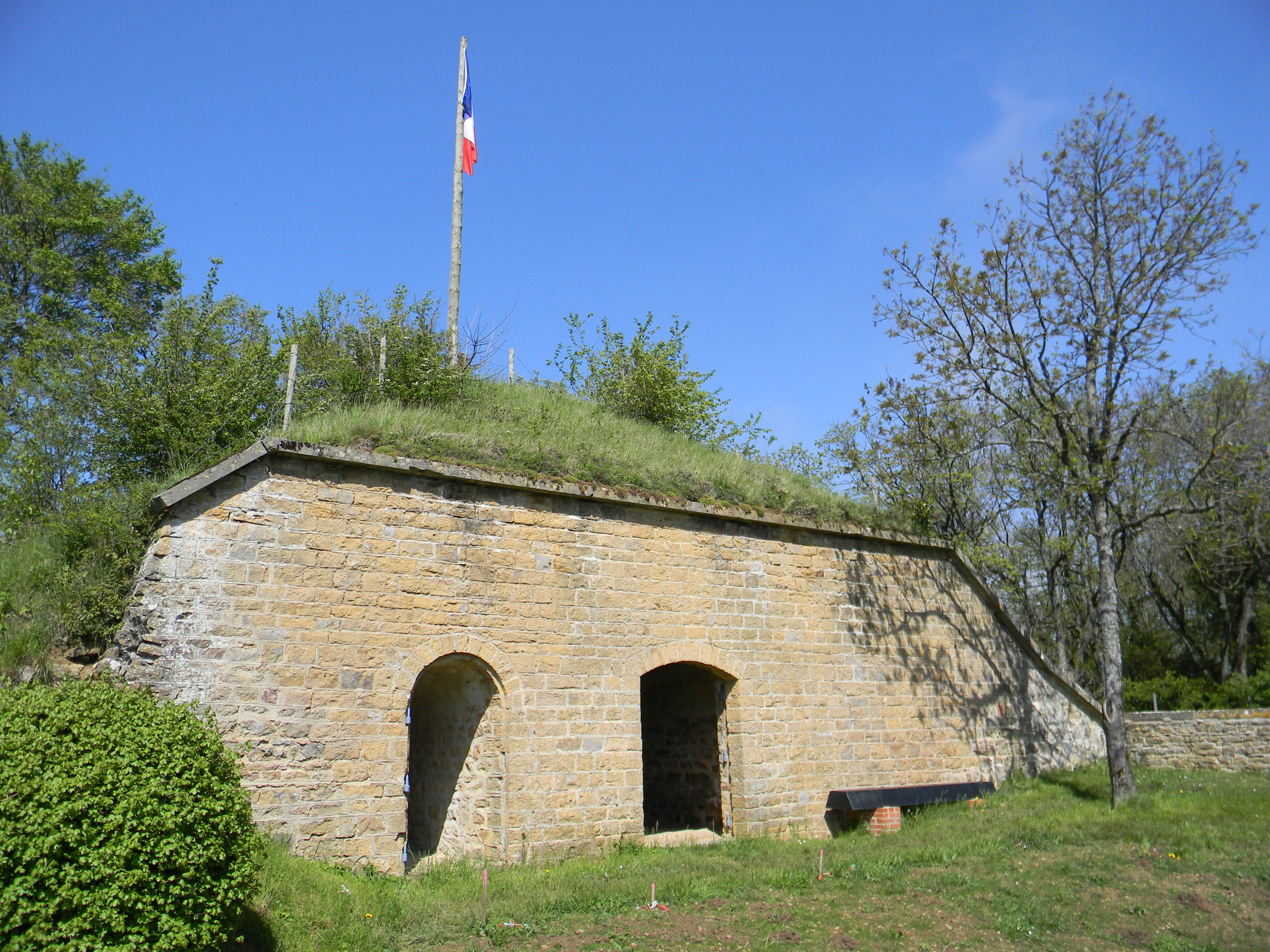
Une traverse-abri de la batterie.

La batterie est composée de trois plateformes de tir et trois traverses-abris, une caserne à l'épreuve de 150 m2 pour 41 hommes, le tout entouré d'une enceinte et bordée d'un fossé au nord et au sud. Le glacis à l'ouest est typique d'une fortification de montagne.
Plusieurs particularités sont remarquables sur cet ouvrage militaire : l'entrée se fait par le nord, du côté de l'ennemi : elle est couverte par le fort du Mont-Verdun au nord-est, elle permet aussi de battre les voies d'accès bordant la batterie. Les traverses comportent deux casemates : une pour la protection du personnel et du matériel, l'autre plus petite servant de dépôt de munitions pour les plateformes de tir.
La batterie tirait ses approvisionnements du fort : elle ne possédait pas de boulangerie, pas de magasin à poudre, pas de magasin à vivres ; tout ceci était fourni par le fort du mont Verdun. L'eau, contenue dans une petite citerne à l'intérieur de la batterie, était fournie par une corvée s'approvisionnant au puits agricole du château de la Barollière voisin. La caserne abritait les hommes dans deux chambrées de seize hommes, une de huit hommes et un petit local réservé au chef de la batterie. Ce dernier disposait d'un poêle réservé à son usage personnel.
La batterie est l'un des rares ouvrages fortifiés de la région à encore posséder des bornes de servitude militaire ainsi que les bornes de propriété militaire.
Le fort a la forme d'un pentagone irrégulier aux fossés non flanqués. Il se situe à peu de distance au sud-ouest du fort du Mont-Verdun et a des vues imprenables sur le fort du Paillet. La garnison prévue était de 41 hommes et six pièces d'artillerie. L'escarpe est semi détachée à la gorge, attachée sur les autres fronts. Les escarpe et contrescarpe ne sont pas revêtues et laissent apparaître nettement le socle de la batterie composé de calcaire à gryphées (du Sinémurien). Le front de tête n'a pas de contrescarpe car précédé d'une pente prononcée. L'entrée balisée de deux pilastres donne directement dans la cour. Trois traverses-abris de 11 x 3,5 m (celle proche du casernement a 1 m de plus en longueur) possèdent une singulière niche en façade sur leur gauche, rappelant les traverses du fort voisin. Le casernement se compose de trois chambrées de 11 x 5,5 m séparées par des piédroits de 1 m d'épaisseur. Chaque chambrée comprend trois créneaux de fusillade et trois petits créneaux de pied. Ce casernement, au demeurant très esthétique, est entouré par une gaine sanitaire large de 80 cm. La carcasse d'un ancien fourneau a été retirée d'un tas de gravats gisant dans la batterie, mais il est d'un modèle trop volumineux par rapport à l'effectif. Le site est désormais géré par l'association Limonest Patrimoine et renaît de ses cendres. Les murs ont été débarrassés de leurs tags, les maçonneries les plus fragiles reconstituées, la végétation contenue. Il s'agit là d'une initiative des plus louables car le casernement défensif est une réelle petite merveille[non neutre].